# Loozerheide
De Loozerheide is een natuurgebied bij Budel, wat omstreeks 1892 aangekocht is om er de Budelse zinkfabriek, toen KZM geheten, en het bijbehorende dorp Budel-Dorplein op te bouwen. Ook infrastructuur werd aangelegd. Het overige deel van het uit woeste grond bestaand gebied was jachtterrein voor de familie Dor.

## Ligging en omgeving
De Loozerheide ligt ten noorden van de Zuid-Willemsvaart, ze sluit aan bij de Boshoverheide en de Budelerbergen, en ten westen ervan liggen vochtige natuurgebieden in België, in het stroomgebied van de Hamonter Beek bij Hamont. Aan de overzijde van de Zuid-Willemsvaart ligt het natuurgebied Kruispeel.
Merkwaardig is het grote contrast tussen de dreigende uitstraling van de zinkfabriek, (verantwoordelijk voor de vervuiling van de wijde omgeving met zware metalen) met haar uiterst natuurrijke omgeving. In de (overdekte) Jarosietbekkens direct oostelijk van de fabriek ligt veel chemisch afval opgeslagen.

## Natuur
Het onbebouwde deel van het gebied bestaat uit heide en moeras, naaldbos en zandverstuiving. Ook liggen er vennen, waarvan De Hoort en Ringselven de belangrijkste zijn. Kwelwater vanuit de Budelerbergen en vanuit de Zuid-Willemsvaart komt hier aan de oppervlakte.
Van de plantensoorten kan Galigaan worden genoemd, waarvan de grootste groeiplaats van Nederland bij het Ringselven te vinden is. Verder worden in en bij de vennen ook de volgende soorten gevonden: Kleinste egelskop, Kruipende moerasweegbree, Ongelijkbladig fonteinkruid, Vlottende bies, Draadzegge, Beenbreek, Loos blaasjeskruid en Klein blaasjeskruid. Van de diersoorten kunnen worden genoemd: Geoorde fuut, Roerdomp, Woudaapje, Bruine kiekendief, Porseleinhoen, Baardmannetje, Snor, Alpenwatersalamander, Kamsalamander, Heikikker, Moerassprinkhaan en een groot aantal Libellensoorten. In de meestal natte heidevegetaties tussen de vennen groeien Witte en Bruine snavelbies, Kleine zonnedauw en Klokjesgentiaan. Een grote waterplas is ontstaan door het afgraven van heide.
In 2013 introduceerden Stichting ARK en Stichting FREE Nature (Foundation for Restoring European Ecosystems) een kudde Exmoorpony's en taurossen op de Loozerheide.

## Eigendom en beheer
In de toekomst zal het gebied door Natuurmonumenten beheerd gaan worden, dat ongeveer 200 ha koopt en het overige deel gaat beheren.